# Bajzë (stacja kolejowa)
Bajzë (alb: Stacioni Hekurudhor i Bajzë) – stacja kolejowa w Bajzë, w Obwodzie Szkodra, w Albanii. Obsługiwana jest przez pociągi towarowe Hekurudha Shqiptare (Koleje Albańskie) pomiędzy Bajzë i Szkodrą oraz do stolicy Czarnogóry, Podgoricy obsługiwane przez Željeznica Crne Gore. Istnieją plany na utworzenie i obsługę międzynarodowych pociągów pasażerskich między Albanią i Czarnogórą poprzez Bajzë. Zdecydowana większość albańskich przedsiębiorców importuje swoje towary za pośrednictwem linii kolejowej z całej Europy, ponieważ transport przez pociąg jest o 50% tańsze niż transport drogowy. 

## Linie kolejowe
- Podgorica – Szkodra